# Rāmen
Rāmen (jap. 拉麺 bądź ラーメン) – danie kuchni japońskiej oraz kuchni chińskiej, składające się z makaronu, bulionu (wywaru, sūpu, dashi-jiru) i innych składników.

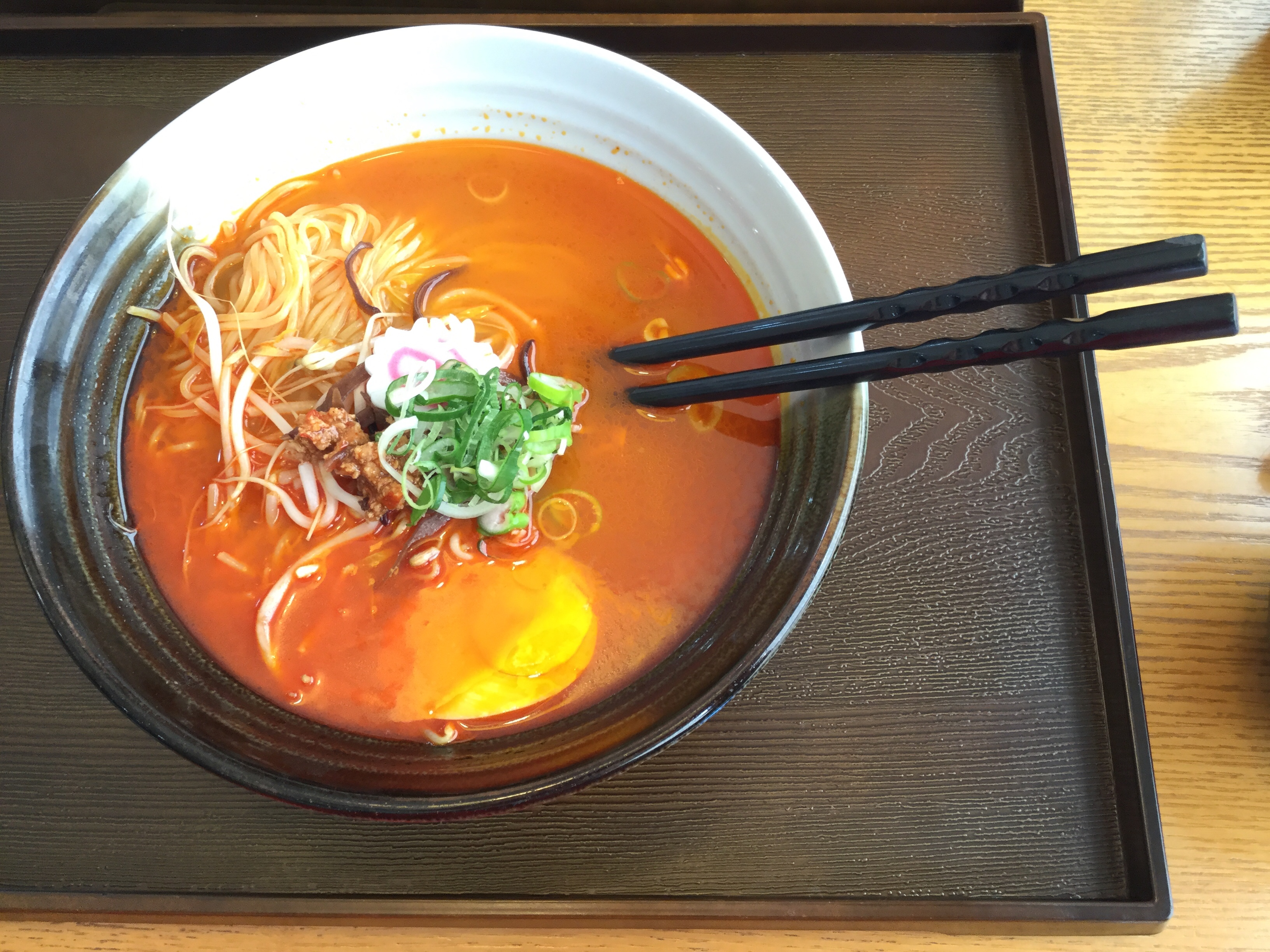
Rāmen, widoczne: naruto-maki, moyashi, negi

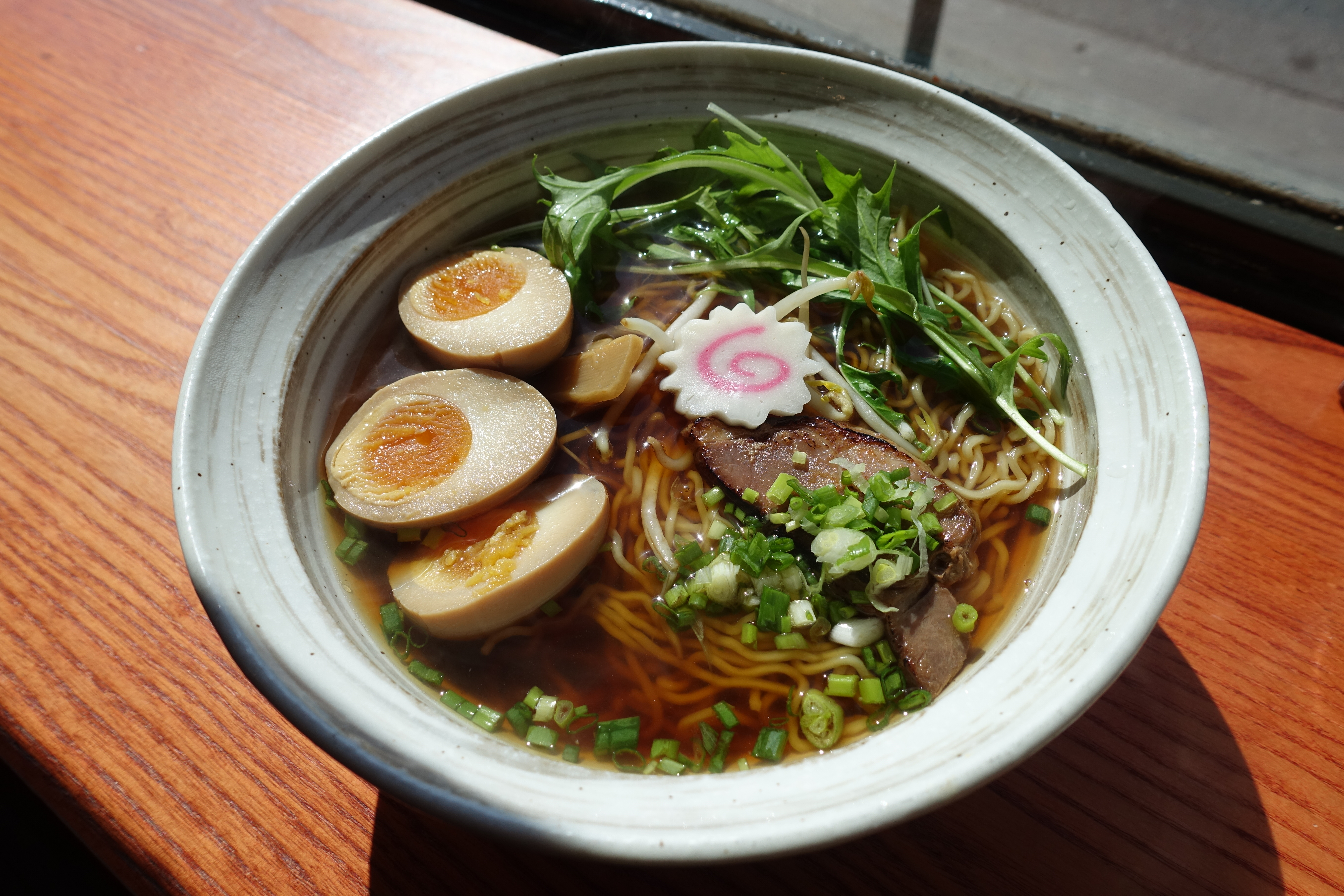
Shōyu-rāmen, na wierzchu naruto-maki

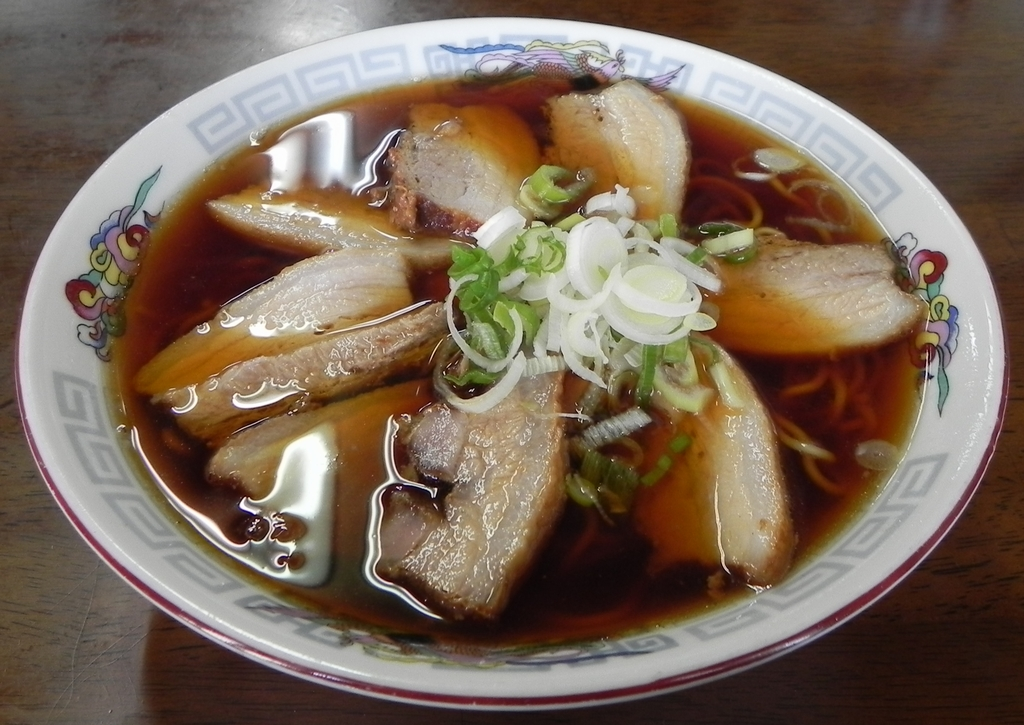
Chāshū-men

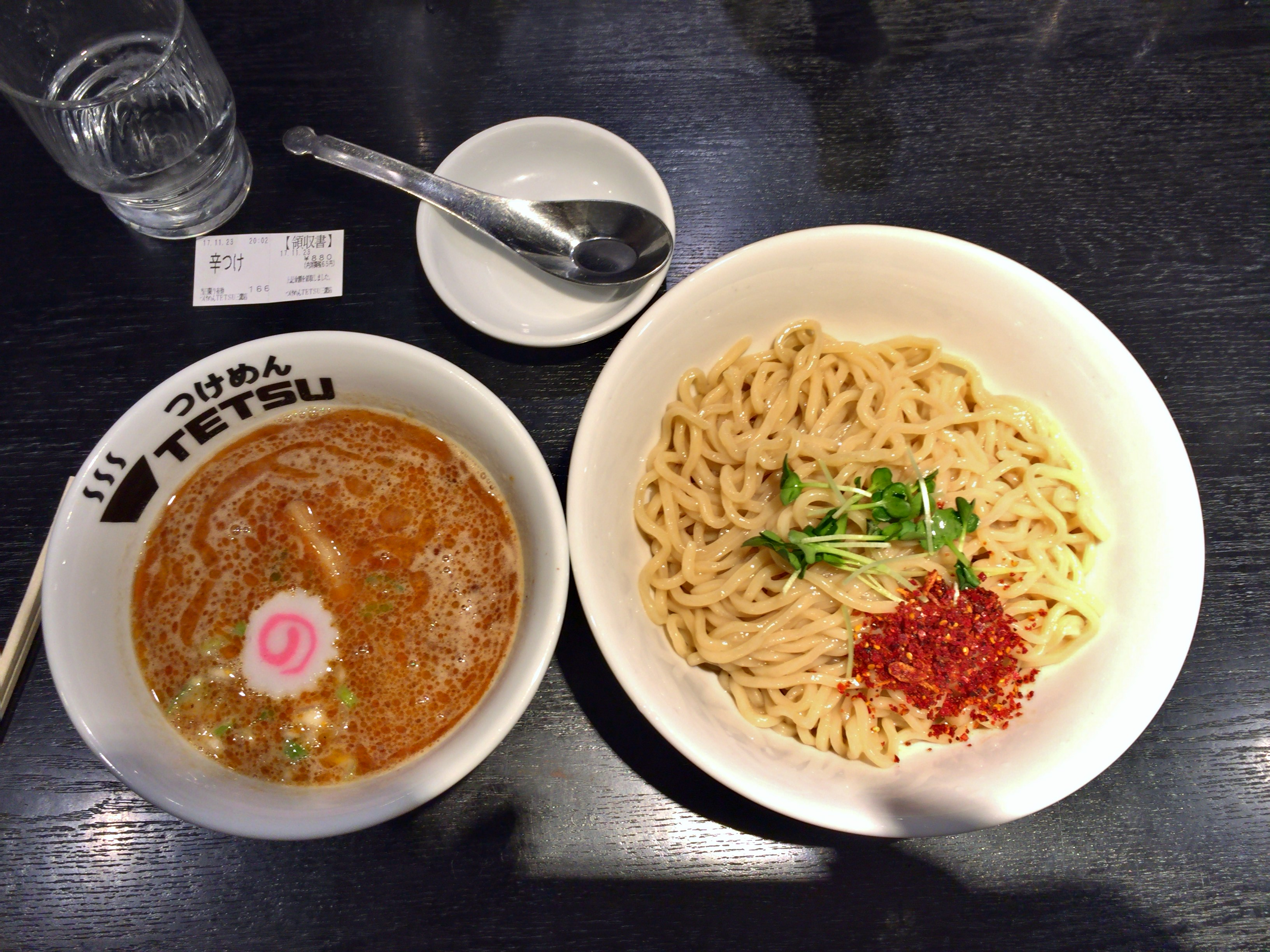
Tsukemen

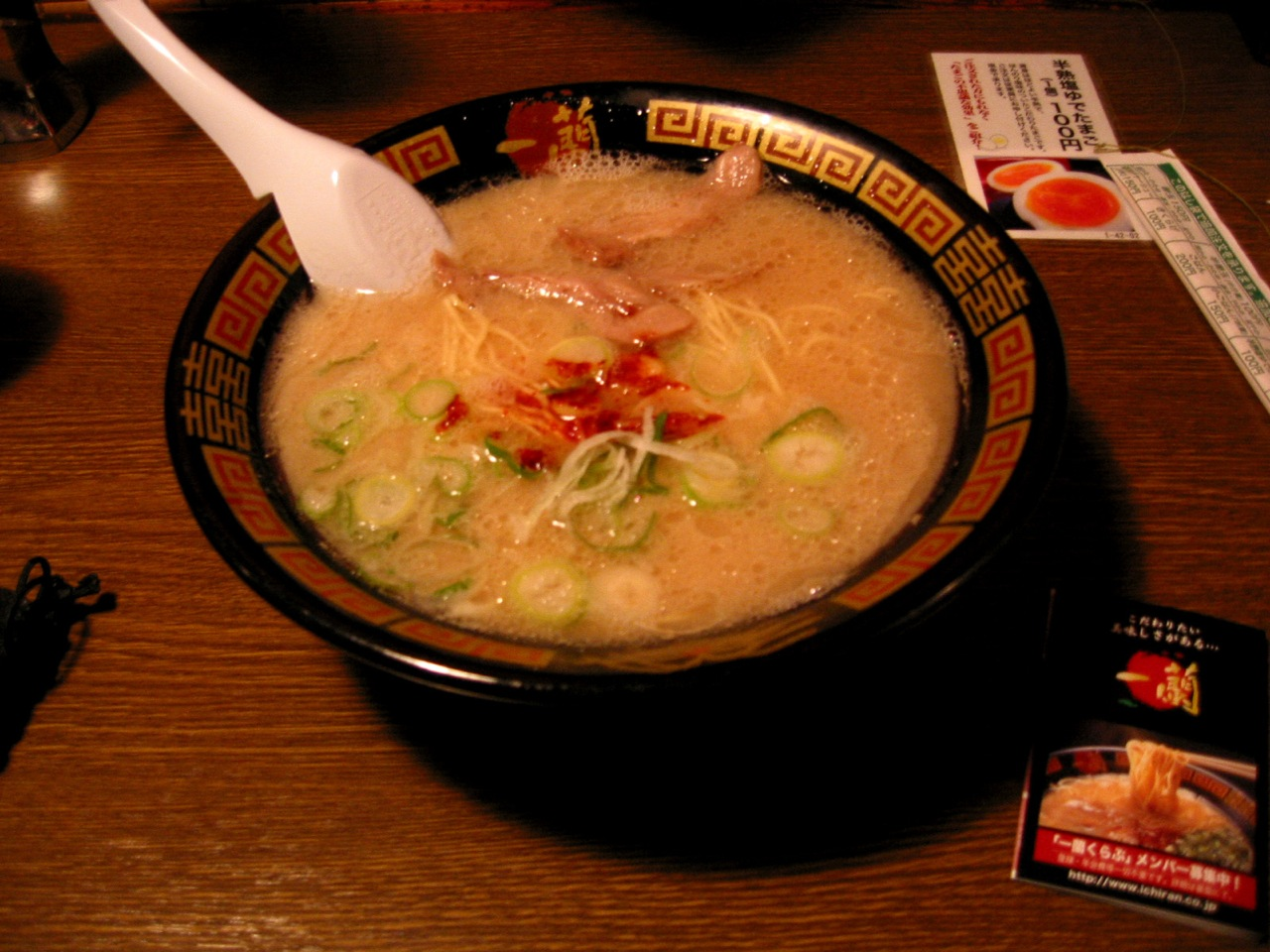
Tonkotsu-rāmen

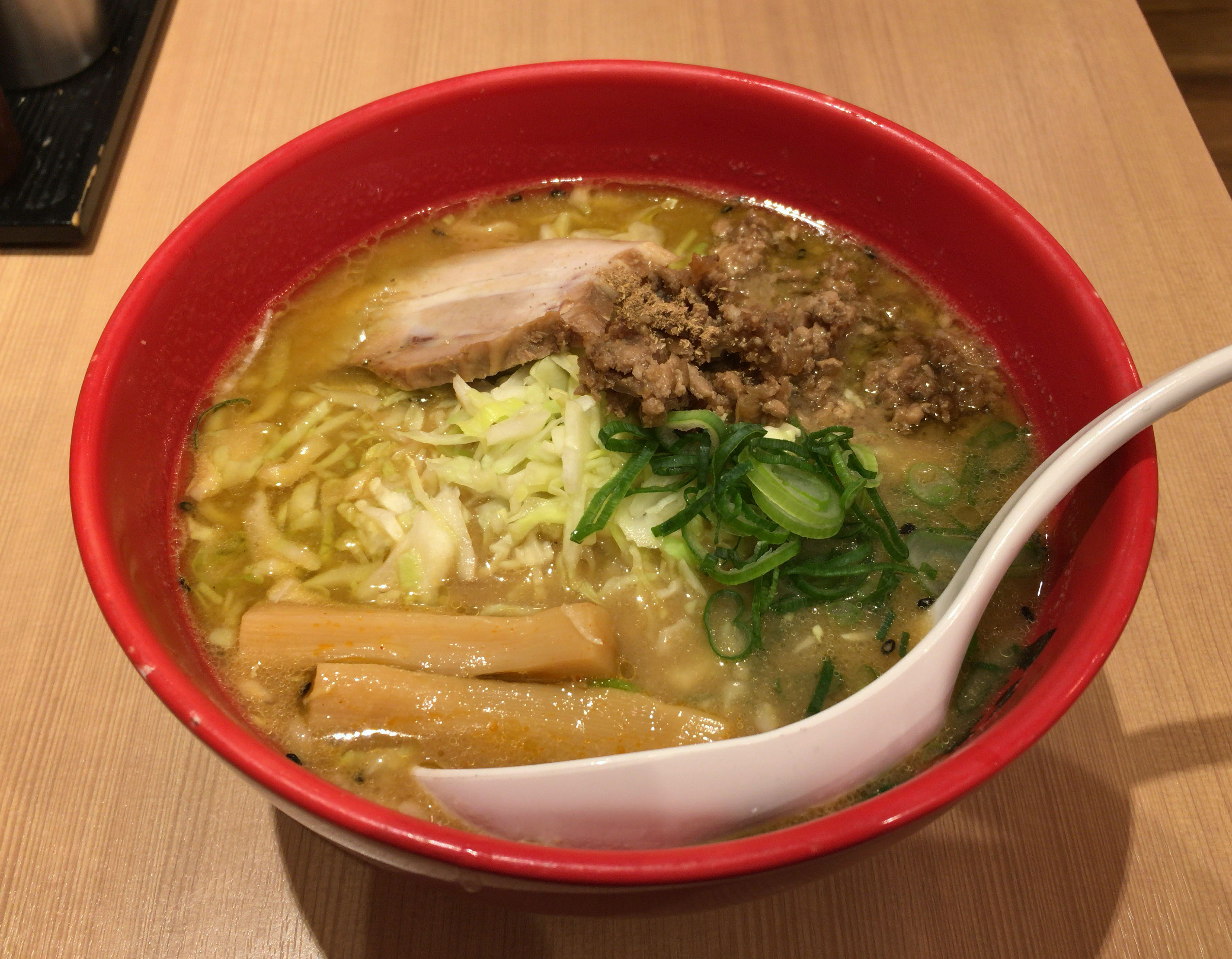
Miso-rāmen

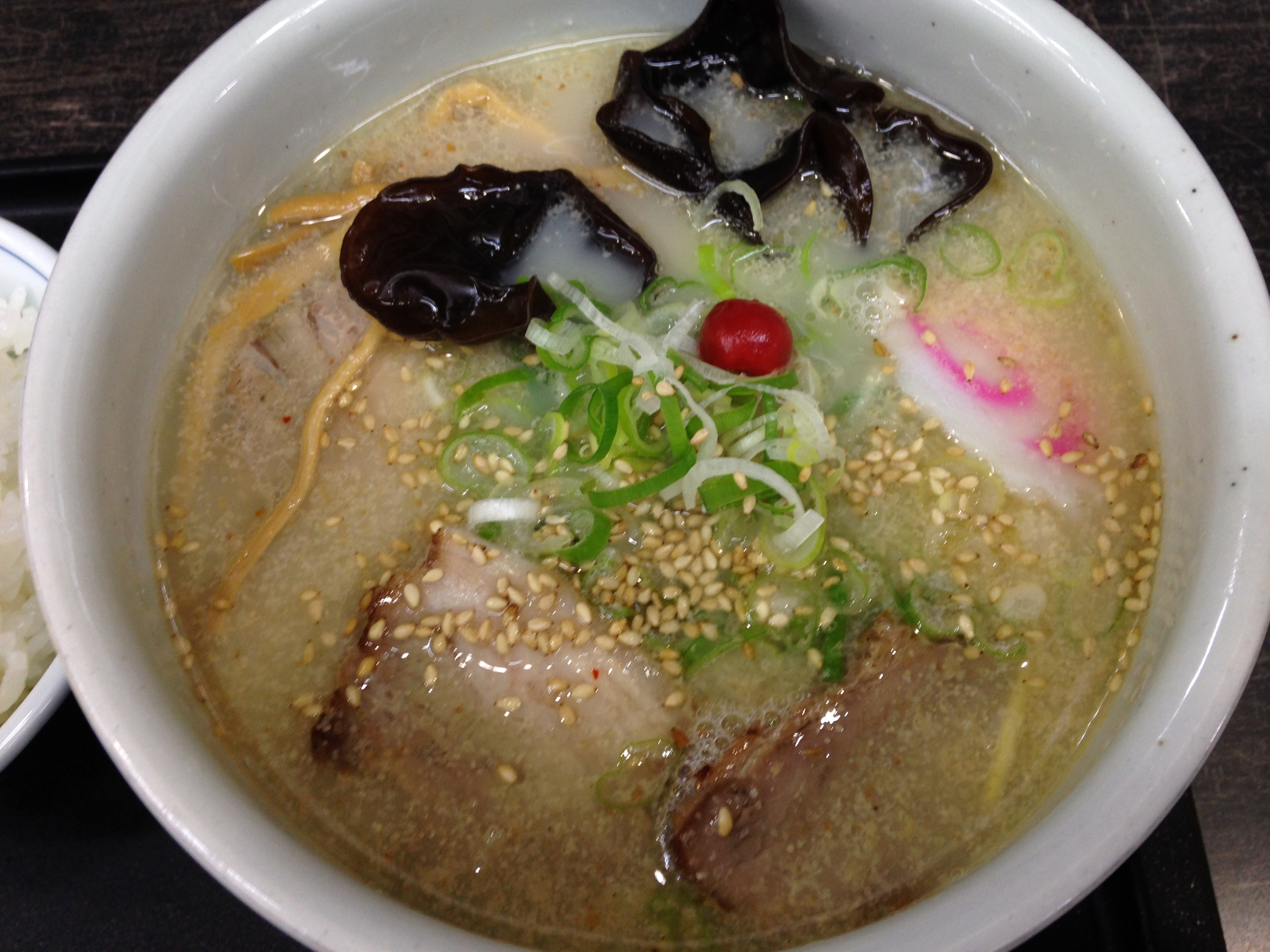
Shio-rāmen

Rāmen trafił do Japonii w XIX wieku z Chin. Po II wojnie światowej stał się jedną z najpopularniejszych, niedrogich i powszechnie dostępnych potraw. Restauracje z rāmenem (rāmen-ya) są w całym kraju, serwując niezliczone regionalne odmiany.

## Główne składniki
Japońskie słowo „rāmen” pochodzi od chińskiego „lāmiàn” (拉麺), oznaczającego rodzaj makaronu z mąki pszennej, spożywanego w Chinach. Stanowi on główny składnik dania, które nosi tę samą nazwę. Bulion jest przyrządzany – w zależności od regionu i specjalności restauracji – z drobiu, wieprzowiny, wołowiny lub ryb. Do bulionu, oprócz makaronu, dodaje się różne składniki, m.in.:
- wakame – gatunek brunatnic z rzędu listownicowców
- moyashi, mame-moyashi – surowe lub gotowane kiełki fasoli, często fasoli złotej (jap. ryokutō, fasolka mung, Vigna radiata), dodają słodyczy i chrupkości, podawane w wielu rodzajach rāmen
- pędy bambusa – shinachiku lub menma, gotowane, cienko krojone, fermentowane, suszone lub konserwowane w soli, a następnie namoczone w gorącej wodzie i soli morskiej
- chāshū – plastry pieczonej lub duszonej wieprzowiny, popularny dodatek w postaci standardowej: jeden lub dwa kawałki, w przypadku chāshū-men (chāshū-rāmen) – kilka dodatkowych kawałków
- nori – różne gatunki jadalnych wodorostów
- negi – cebula siedmiolatka (ang. Welsh onion, Allium fistulosum)
- jajka na twardo lub półtwardo, w całości lub przekrojone na połowę
- nasiona sezamu
- kamaboko – pasta rybna zagęszczona skrobią, formowana w wałeczki, gotowana na parze i krojona w plastry; jednym z rodzajów powszechnie dodawanym jest plasterek naruto-maki, w kształcie gwiazdki, z czerwoną lub różową spiralą w środku[2]

Zupa często przyprawiana jest też sosem sojowym lub miso.

## Rodzaje rāmen
Rāmen nie ma sformalizowanego przepisu. Każdy kucharz, lokal wymyśla własną recepturę. Wyróżnia się kilkadziesiąt typów dania. Do najpopularniejszych należą:
- shio-rāmen – stanowi odmianę najbardziej podobną do typowych chińskich dań na bulionie – jest rodzajem lekkiego, odtłuszczonego rosołu, przyrządzanego na bazie kurzego mięsa lub wieprzowiny; w jej skład wchodzi głównie drób lub pulpety drobiowe, ryby, kapusta pekińska, cebula lub szczypiorek, pory i pędy bambusa
- tonkotsu-rāmen – gotowany bardzo długo na wieprzowych kościach, aż kolagen i tłuszcz się rozpuszczą, co daje efekt bogatego, gęstego i tłustego bulionu – dodaje się do niego makaron oraz m.in.: jajka z miękkim żółtkiem, pędy bambusa, kombu, delikatny boczek wieprzowy, niewielkie ilości warzyw i czasem mięsa, może być posypany posiekanymi szalotkami; jest to tradycyjne danie regionu południowej części wyspy Kiusiu (Kyūshū)
- shōyu-rāmen – wywar z dodatkiem tare (sos do maczania na bazie shōyu lub mirinu) jest ciemniejszy od innych rodzajów – główne dodatki: szczypiorek, wodorosty, jajka na twardo, pędy bambusa i soi; tę odmianę przyprawia się na ostro przez dodanie czarnego pieprzu, oleju chili lub pieprzu syczuańskiego
- miso-rāmen – odmiana potrawy, pochodząca z Hokkaido – przyrządzana jest na bazie mięsa z kurczaka i ryb oraz silnie przyprawiana pastą miso; podaje się ją wraz z dodatkiem kiełków sojowych, sezamu, cebuli, wieprzowiny, kapusty pekińskiej, białego pieprzu i czosnku[6]
- abura soba - rodzaj ramenu bez bulionu wymyślony w latach 50. XX wieku w Tokio do którego przygotowania wykorzystuje się olej sezamowy (abura), tare z sosu sojowego oraz marynaty z  chāshū i oraz dodatki ułożone na makaronie[7]
- chāshū-rāmen – plastry pieczonej wieprzowiny podawane w misce z makaronem rāmen
- tsukemen – odmiennie serwowane danie, w którym wywar i makaron podawane są w osobnych miskach – makaron jest gotowany i schładzany, a następnie umieszczany w oddzielnej misce; proces chłodzenia makaronu, mający na celu wydobycie jego smaku, jest główną różnicą między tsukemen a rāmen, pozwala on kontrolować, ile makaronu zanurzy się w wywarze, co ma wpływ na jego smak[8]

Portal World Food Atlas ogłosił 30 marca 2023 roku listę najpopularniejszych zup na świecie. W pierwszej dziesiątce znalazły się:
- tonkotsu-rāmen, na miejscu pierwszym
- rāmen, na miejscu siódmym
- shōyu-rāmen, na miejscu ósmym